# Бедіха Гюн
Бедіха Гюн (тур. Bediha Gün; нар. 26 жовтня 1994, Ізмір) — турецька борчиня вільного стилю, триразова бронзова призерка чемпіонатів Європи, чемпіонка світу серед студентів, учасниця Олімпійських ігор.

## Життєпис
Боротьбою почала займатися з 2009 року. У 2014 році стала бронзовою призеркою чемпіонату Європи серед юніорів. У 2016 році лосягла такого ж результату на чемпіонаті Європи серед молоді, а наступного року на цих же змаганнях піднялася сходинкою вище.
Виступала за спортивний клуб Ізміра. Тренер — Габіл Кара.

## Спортивні результати на міжнародних змаганнях

### Виступи на Олімпіадах
| Змагання                    | Збірна    | Вагова категорія          | Місце |
| --------------------------- | --------- | ------------------------- | ----- |
| Літні Олімпійські ігри 2016 | Туреччина | жіноча боротьба, до 53 кг | 18    |

### Виступи на Чемпіонатах світу
| Змагання                        | Збірна    | Вагова категорія          | Місце |
| ------------------------------- | --------- | ------------------------- | ----- |
| Чемпіонат світу з боротьби 2013 | Туреччина | жіноча боротьба, до 55 кг | 12    |
| Чемпіонат світу з боротьби 2015 | Туреччина | жіноча боротьба, до 55 кг | 12    |
| Чемпіонат світу з боротьби 2017 | Туреччина | жіноча боротьба, до 55 кг | 11    |
| Чемпіонат світу з боротьби 2018 | Туреччина | жіноча боротьба, до 55 кг | 17    |
| Чемпіонат світу з боротьби 2019 | Туреччина | жіноча боротьба, до 55 кг | 5     |
| Чемпіонат світу з боротьби 2022 | Туреччина | жіноча боротьба, до 57 кг | 16    |

### Виступи на Чемпіонатах Європи
| Змагання                         | Збірна    | Вагова категорія          | Місце  |
| -------------------------------- | --------- | ------------------------- | ------ |
| Чемпіонат Європи з боротьби 2014 | Туреччина | жіноча боротьба, до 55 кг | 5      |
| Чемпіонат Європи з боротьби 2016 | Туреччина | жіноча боротьба, до 53 кг | 11     |
| Чемпіонат Європи з боротьби 2017 | Туреччина | жіноча боротьба, до 55 кг | 10     |
| Чемпіонат Європи з боротьби 2018 | Туреччина | жіноча боротьба, до 55 кг | Бронза |
| Чемпіонат Європи з боротьби 2019 | Туреччина | жіноча боротьба, до 55 кг | Бронза |
| Чемпіонат Європи з боротьби 2020 | Туреччина | жіноча боротьба, до 55 кг | Бронза |
| Чемпіонат Європи з боротьби 2022 | Туреччина | жіноча боротьба, до 55 кг | Бронза |
| Чемпіонат Європи з боротьби 2023 | Туреччина | жіноча боротьба, до 55 кг | 7      |

### Виступи на Європейських іграх
| Змагання              | Збірна    | Вагова категорія          | Місце |
| --------------------- | --------- | ------------------------- | ----- |
| Європейські ігри 2015 | Туреччина | жіноча боротьба, до 55 кг | 7     |
| Європейські ігри 2019 | Туреччина | жіноча боротьба, до 57 кг | 5     |

### Виступи на Кубках світу
| Змагання                    | Збірна    | Вагова категорія          | Місце |
| --------------------------- | --------- | ------------------------- | ----- |
| Кубок світу з боротьби 2020 | Туреччина | жіноча боротьба, до 55 кг | 8     |

### Виступи на Чемпіонатах світу серед студентів
| Змагання                                        | Збірна    | Вагова категорія          | Місце  |
| ----------------------------------------------- | --------- | ------------------------- | ------ |
| Чемпіонат світу з боротьби серед студентів 2016 | Туреччина | жіноча боротьба, до 55 кг | Золото |

### Виступи на Середземноморських чемпіонатах
| Змагання                                     | Збірна    | Вагова категорія          | Місце  |
| -------------------------------------------- | --------- | ------------------------- | ------ |
| Середземноморський чемпіонат з боротьби 2012 | Туреччина | жіноча боротьба, до 55 кг | Срібло |

### Виступи на Середземноморських іграх
| Змагання                    | Збірна    | Вагова категорія          | Місце  |
| --------------------------- | --------- | ------------------------- | ------ |
| Середземноморські ігри 2018 | Туреччина | жіноча боротьба, до 57 кг | Золото |
| Середземноморські ігри 2022 | Туреччина | жіноча боротьба, до 57 кг | Золото |

### Виступи на Іграх ісламської солідарності
| Змагання                          | Збірна    | Вагова категорія          | Місце  |
| --------------------------------- | --------- | ------------------------- | ------ |
| Ігри ісламської солідарності 2017 | Туреччина | жіноча боротьба, до 55 кг | Бронза |

### Виступи на інших змаганнях
| Змагання                                                         | Збірна    | Вагова категорія          | Місце  |
| ---------------------------------------------------------------- | --------- | ------------------------- | ------ |
| Турнір Дана Колова — Николи Петрова 2012                         | Туреччина | жіноча боротьба, до 55 кг | 18     |
| Турнір Яшара Догу 2012                                           | Туреччина | жіноча боротьба, до 55 кг | Срібло |
| Олімпійський кваліфікаційний турнір з боротьби 2012 (Софія)      | Туреччина | жіноча боротьба, до 55 кг | 9      |
| Олімпійський кваліфікаційний турнір з боротьби 2012 (Гельсінкі)  | Туреччина | жіноча боротьба, до 55 кг | 12     |
| Турнір Дана Колова — Николи Петрова 2014                         | Туреччина | жіноча боротьба, до 55 кг | Золото |
| Відкритий чемпіонат Польщі з боротьби 2015                       | Туреччина | жіноча боротьба, до 55 кг | 14     |
| Кубок Алроси 2015                                                | Туреччина | жіноча боротьба, до 55 кг | 4      |
| Турнір Яшара Догу 2016                                           | Туреччина | жіноча боротьба, до 53 кг | Срібло |
| Klippan Lady Open 2016                                           | Туреччина | жіноча боротьба, до 53 кг | 12     |
| Олімпійський кваліфікаційний турнір з боротьби 2016 (Зренянин)   | Туреччина | жіноча боротьба, до 53 кг | 12     |
| Олімпійський кваліфікаційний турнір з боротьби 2016 (Улан-Батор) | Туреччина | жіноча боротьба, до 53 кг | 5      |
| Олімпійський кваліфікаційний турнір з боротьби 2016 (Стамбул)    | Туреччина | жіноча боротьба, до 53 кг | Срібло |
| Гран-прі Іспанії з боротьби 2016                                 | Туреччина | жіноча боротьба, до 55 кг | 9      |
| Турнір Яшара Догу 2017                                           | Туреччина | жіноча боротьба, до 55 кг | Золото |
| Меморіал Іона Корнеану і Ладислава Сімона 2017                   | Туреччина | жіноча боротьба, до 55 кг | Срібло |
| Klippan Lady Open 2018                                           | Туреччина | жіноча боротьба, до 55 кг | Срібло |
| Відкритий чемпіонат Польщі з боротьби 2018                       | Туреччина | жіноча боротьба, до 55 кг | 9      |
| Турнір Дана Колова — Николи Петрова 2019                         | Туреччина | жіноча боротьба, до 55 кг | 5      |
| Турнір Яшара Догу 2019                                           | Туреччина | жіноча боротьба, до 55 кг | Золото |
| Турнір Яшара Догу 2020                                           | Туреччина | жіноча боротьба, до 57 кг | 5      |
| Відкритий чемпіонат Польщі з боротьби 2020                       | Туреччина | жіноча боротьба, до 57 кг | 8      |
| Гран-прі Франції Анрі Деглана 2021                               | Туреччина | жіноча боротьба, до 57 кг | Бронза |
| Олімпійський кваліфікаційний турнір з боротьби 2020 (Будапешт)   | Туреччина | жіноча боротьба, до 57 кг | 5      |
| Олімпійський кваліфікаційний турнір з боротьби 2020 (Софія)      | Туреччина | жіноча боротьба, до 57 кг | 15     |
| Турнір Яшара Догу 2022                                           | Туреччина | жіноча боротьба, до 57 кг | 13     |
| Турнір Ібрагіма Мустафи 2023                                     | Туреччина | жіноча боротьба, до 55 кг | Срібло |
| Перлина Македонії 2023                                           | Туреччина | жіноча боротьба, до 57 кг | Срібло |
| Турнір Яшара Догу, Вехбі Емре і Гаміта Каплана 2024              | Туреччина | жіноча боротьба, до 57 кг | 9      |

### Виступи на змаганнях молодших вікових груп
| Змагання                                       | Збірна    | Вагова категорія          | Місце  |
| ---------------------------------------------- | --------- | ------------------------- | ------ |
| Чемпіонат Європи з боротьби серед кадетів 2011 | Туреччина | жіноча боротьба, до 56 кг | 12     |
| Чемпіонат Європи з боротьби серед юніорів 2012 | Туреччина | жіноча боротьба, до 55 кг | 10     |
| Чемпіонат світу з боротьби серед юніорів 2012  | Туреччина | жіноча боротьба, до 55 кг | 15     |
| Чемпіонат Європи з боротьби серед юніорів 2013 | Туреччина | жіноча боротьба, до 55 кг | 12     |
| Чемпіонат світу з боротьби серед юніорів 2013  | Туреччина | жіноча боротьба, до 55 кг | 5      |
| Чемпіонат Європи з боротьби серед юніорів 2014 | Туреччина | жіноча боротьба, до 55 кг | Бронза |
| Чемпіонат світу з боротьби серед юніорів 2014  | Туреччина | жіноча боротьба, до 55 кг | 7      |
| Чемпіонат Європи з боротьби серед молоді 2015  | Туреччина | жіноча боротьба, до 55 кг | 5      |
| Чемпіонат Європи з боротьби серед молоді 2016  | Туреччина | жіноча боротьба, до 55 кг | Бронза |
| Чемпіонат Європи з боротьби серед молоді 2017  | Туреччина | жіноча боротьба, до 55 кг | Срібло |
| Чемпіонат світу з боротьби серед молоді 2017   | Туреччина | жіноча боротьба, до 55 кг | 5      |